# The Pot
Singles de Tool
Vicarious
(2006) Jambi
(2007)
The Pot est une chanson du groupe de metal progressif américain Tool. Il s'agit du deuxième single de leur quatrième album studio 10,000 Days.
La chanson a atteint la première place sur le Billboard Mainstream Rock Tracks chart en novembre 2006 et a reçu une nomination au cinquantième Grammy Award de la meilleure prestation hard rock en 2008,.

## Clip vidéo
Selon The Radio Rock, une vidéo a été filmée pendant les vacances d'hiver 2006, mais n'a jamais été publiée.
Les vidéos présentes sur YouTube n'étant que des vidéos non-officielles.

## Liste des pistes
1. The Pot – 6:22

## Membres du groupe lors de l'enregistrement de la chanson
- Maynard James Keenan - chant
- Adam Jones - guitare
- Justin Chancellor - basse
- Danny Carrey - batterie